# Lepidaria
Lepidaria é um género botânico pertencente à família Loranthaceae.